# Jason Isaacs
Jason Isaacs (Liverpool, 6 juni 1963) is een Brits acteur.
Hij is vooral bekend door zijn rol als Lucius Malfidus in de Harry Potter-films, zijn rol als Timothy Ratliff in The White Lotus en zijn rol als Captain Lorca van het ruimteschip Discovery in de gelijknamige Star Trek-serie. Ook spreekt hij de Engelstalige stem in van Admiraal Zhao in Avatar: De Legende van Aang en van The Emperor (skekSo) in The Dark Crystal: Age of Resistance.

## Filmografie
| Jaar      | Film/serie                                   | Rol                             |
| --------- | -------------------------------------------- | ------------------------------- |
| 1989      | The Tall Guy                                 | Doctor #2                       |
| 1994      | Shopping                                     | marktkoopman                    |
| 1995      | Solitaire For Two                            | Harry                           |
| 1996      | Dragonheart                                  | Lord Felton                     |
| 1997      | Event Horizon                                | D.J.                            |
| 1998      | Armageddon                                   | Dr. Ronald Quincy, Research     |
| 1998      | Divorcing Jack                               | Cow Pat Keegan                  |
| 1998      | Soldier                                      | Mekum                           |
| 1999      | The End of the Affair                        | pastoor Richard Smythe          |
| 2000      | The Patriot                                  | Kolonel William Tavington       |
| 2001      | Sweet November                               | Chaz Watley                     |
| 2001      | Black Hawk Down                              | US Army Captain Mike Steele     |
| 2002      | Harry Potter and the Chamber of Secrets      | Lucius Malfidus                 |
| 2002      | Passionada                                   | Charles Beck                    |
| 2002      | Resident Evil                                | Dr. William Birkin (voice-over) |
| 2002      | The Tuxedo                                   | Clark Devlin                    |
| 2002      | Windtalkers                                  | Major Mellitz                   |
| 2003      | Peter Pan                                    | Mr. Darling/Captain Hook        |
| 2005      | The Chumscrubber                             | Mr. Parker                      |
| 2005      | Elektra                                      | DeMarco                         |
| 2005      | Harry Potter and the Goblet of Fire          | Lucius Malfidus                 |
| 2005      | Nine Lives                                   | Damian                          |
| 2005      | Tennis Anyone!                               | Johnny Green                    |
| 2005      | Avatar: De Legende van Aang                  | Admiraal Zhao (stem)            |
| 2006      | Friends with Money                           | David                           |
| 2007      | Grindhouse                                   | Bearded Man                     |
| 2008      | La conjura de El Escorial                    | Antonio Pérez                   |
| 2007      | Harry Potter and the Order of the Phoenix    | Lucius Malfidus                 |
| 2008      | Good                                         | Maurice                         |
| 2008      | The Rain Horse                               | John                            |
| 2009      | Green Zone                                   | Maj. Briggs                     |
| 2010      | Skeletons                                    | The Colonel                     |
| 2010      | Awake                                        | Michael Britten                 |
| 2010      | Harry Potter and the Deathly Hallows part I  | Lucius Malfidus                 |
| 2011      | Harry Potter and the Deathly Hallows part II | Lucius Malfidus                 |
| 2011      | Green Lantern: Emerald Knights               | Sinestro (stem)                 |
| 2011      | Cars 2                                       | Siddeley (stem)                 |
| 2011      | Abduction                                    | Kevin                           |
| 2011      | The Great Ghost Rescue                       | verteller                       |
| 2013      | Sweetwater                                   | Prophet Josiah                  |
| 2013      | A Single Shot                                | Waylon                          |
| 2014      | After the Wall                               | Frank McTiernan                 |
| 2014      | Dawn                                         | Dawson                          |
| 2014      | Rio, I Love You                              | O "Gringo"                      |
| 2014      | Fury                                         | Kapitein Waggoner               |
| 2014-2018 | Star Wars Rebels                             | The Grand Inquisitor (stem)     |
| 2015      | Stockholm, Pennsylvania                      | Benjamin McKay                  |
| 2015      | Field of Lost Shoes                          | John C. Breckinridge            |
| 2015      | Justic League: Gods and Monsters             | Lex Luthor (stem)               |
| 2016      | The Infiltrator                              | Mark Jackowski                  |
| 2016      | A Cure for Wellness                          | Dr. Volmer                      |
| 2016      | Red Dog: True Blue                           | Michael Carter                  |
| 2017      | Star Trek: Discovery                         | Captain Gabriel Lorca           |
| 2017      | The Death of Stalin                          | Maarschalk Georgi Zjoekov       |
| 2018      | Hotel Mumbai                                 | Vasili                          |
| 2019      | The Dark Crystal: Age of Resistance          | The Emperor / skekSo (stem)     |
| 2020      | Scoob!                                       | Dick Dastardly (stem)           |
| 2021      | Sex Education                                | Peter Groff                     |
| 2022      | Operation Mincemeat                          | John Godfrey                    |
| 2024      | Star Wars: Tales of the Empire               | The Grand Inquisitor (stem)     |
| 2024      | What If...?                                  | The Eminence (stem)             |
| 2024      | The Salt Path                                | Moth Winn                       |
| 2025      | The White Lotus (seizoen 3)                  | Timothy Ratliff                 |